# Кузьмичёва, Екатерина Ивановна
Екатери́на Ива́новна Кузьмичёва (урождённая Ромашкова, род. 16 января 1955, Знаменское, Пензенская область) — кандидат педагогических наук, депутат Государственной Думы России V и VI созывов (2007—2016 годах), депутат Самарской Губернской думы VI и VII созывов с 2016 года, исполняющий обязанности Председателя Самарской Губернской думы с июня по октябрь 2018 года.

## Биография
Екатерина Кузьмичёва родилась в селе Знаменское Башмаковского района Пензенской области в крестьянской семье, отец работал шофёром, механизатором, мать — счетоводом, бухгалтером, зоотехником, избиралась депутатом сельского совета. В 1969 году семья переехала в село Карлинское Ульяновского района Ульяновской области.
В 1973 году Екатерина Кузьмичёва закончила дошкольное отделение Ульяновского педагогического училища, в 1980 году дошкольный факультет Ульяновского государственного педагогического института.
В 2000 году защитила кандидатскую диссертацию на тему «Развитие инновационных процессов в профессиональных педагогических коллективах дошкольных образовательных учреждений (На примере управления детских учреждений АО „АВТОВАЗ“)».
Трудовую деятельность начала в 1973 году воспитателем в детском саду. В 1977 году после переезда в город Единцы Молдавской ССР работала там воспитателем, воспитателем-методистом.
В 1983 году Кузьмичёва переехала в Тольятти, где работала воспитателем-методистом, в сентябре 1983 была назначена заведующей детским садом № 86.
В 1988—1990 годах работала в парткоме КПСС службы быта ОАО «АвтоВАЗ».
В 1990—2000 годах начальник управления детских учреждений ОАО «АвтоВАЗ».
В 2000—2007 годах директор объединения дошкольных образовательных учреждений ОАО «АвтоВАЗ» (ныне АНО ДО «Планета детства „Лада“).

### Политическая деятельность
В 2000—2007 годах депутат III и IV созывов Тольяттинской городской думы, председатель комиссии по социальной политике, образованию и здравоохранению.
В 2007 году по поручению заместителя генерального директора АВТОВАЗ, генерала Евгения Юрьева, на выборах в Государственную думу (2007) V созыва, баллотировалась кандидатом по федеральному партийному списку партии „Единая Россия“ под № 4 по Самарской области. После отказа первой тройки губернского списка избрана депутатом Государственной думы.
В 2011 года повторно избрана депутатом Государственной Думы VI созыва по партийному списку, член комитета ГД по вопросам семьи, женщин и детей.
Будучи депутатом Государственной думы, вместо отечественной марки автомобиля Lada, Екатерина Кузьмичёва предпочитала иметь в собственности японский внедорожник Lexus RX 270.
В 2016 году избрана депутатом по Ставропольскому одномандатному округу № 8, первым заместителем председателя Самарской Губернской думы В. Ф. Сазонова. 26 декабря 2016 года избрана секретарём самарского регионального отделения ВПП Единая Россия, сменив Игоря Станкевича.
В 2017 году входила в члены конкурсной комиссии по отбору кандидатов на должность главы городского округа Тольятти, по итогу назначив Анташева С. А.
С июня по октябрь 2018 года временно исполняла обязанности Председателя Самарской Губернской думы Сазонова В. Ф..
В 2018 году депутатом Самарской Губернской думы, поддержала пенсионную реформу, которая увеличивает возраст выхода на пенсию.
8 ноября 2019 года на региональной партийной конференции сложила полномочия секретаря регионального отделения ВПП Единая Россия, в пользу Губернатора Самарской области Дмитрия Азарова.
В 2021 году была переизбрана депутататом Самарской губернской думы седьмого созыва по Ставропольскому одномандатному округу № 8. Председатель Комитета по законодательству, законности, правопорядку и противодействию коррупции.

## Награды
- почётная грамота Министерства экономики Российской Федерации
- юбилейная медаль ФНПР «100 лет профсоюзам России»
- почётная грамота Министерства образования Российской Федерации
- Благодарность Правительства Российской Федерации (20 августа 2015) — за заслуги в законотворческой деятельности и многолетний добросовестный труд[14]
- Медаль ордена «За заслуги перед Отечеством» II степени (4 июля 2016)[15]